# Vlaamse Raad (samenstelling 1985-1987)
Dit is de lijst van de leden van de Vlaamse Raad in de legislatuur 1985-1987. De Vlaamse Raad was de voorloper van het Vlaams Parlement en werd nog niet rechtstreeks verkozen.
De legislatuur 1985-1987 telde 185 leden. Dit waren de 124 leden van de Nederlandse taalgroep uit de Kamer van volksvertegenwoordigers verkozen bij de verkiezingen van 13 oktober 1985 en de 61 rechtstreeks gekozen leden van de Nederlandse taalgroep uit de Belgische Senaat, eveneens verkozen op 13 oktober 1985.
De legislatuur ging van start op 3 december 1985 en eindigde op 20 oktober 1987.
De Vlaamse Raad controleerde die legislatuur de werking van de Vlaamse regering-Geens II, een meerderheid gevormd door CVP en PVV. De oppositiepartijen zijn dus SP, Volksunie, Agalev en Vlaams Blok

## Samenstelling
| Fractie | Fractie     | Zetels |
| ------- | ----------- | ------ |
|         | CVP         | 74     |
|         | SP          | 48     |
|         | PVV         | 33     |
|         | Volksunie   | 23     |
|         | Agalev      | 6      |
|         | Vlaams Blok | 1      |

## Lijst van de parlementsleden
| Volksvertegenwoordiger         | Partij      | Kieskring                 | Opmerkingen |
| ------------------------------ | ----------- | ------------------------- | --- |
| Leo Tindemans                  | CVP         | Antwerpen                 | |
| Tijl Declercq                  | CVP         | Antwerpen                 | |
| Herman Suykerbuyk              | CVP         | Antwerpen                 | Ondervoorzitter. |
| Jos Ansoms                     | CVP         | Antwerpen                 | |
| Wivina Demeester               | CVP         | Antwerpen                 | |
| Frans Cauwenberghs             | CVP         | Antwerpen                 | |
| Marcel Colla                   | SP          | Antwerpen                 | |
| Leona Detiège                  | SP          | Antwerpen                 | |
| Jos Van Elewyck                | SP          | Antwerpen                 | Voorzitter van de SP-fractie. |
| Lode Hancké                    | SP          | Antwerpen                 | Voorzitter van de commissie Welzijn en Gezondheid. |
| Olga Lefeber                   | SP          | Antwerpen                 | |
| Frans Grootjans                | PVV         | Antwerpen                 | Parlementsvoorzitter, voorzitter van de commissie Financiën en Begroting en de commissie Algemene Zaken, Reglement en Verzoekschriften en vanaf 30 januari 1986 voorzitter van de commissie Samenwerking. |
| Ward Beysen                    | PVV         | Antwerpen                 | |
| Etienne de Groot               | PVV         | Antwerpen                 | |
| Hugo Schiltz                   | Volksunie   | Antwerpen                 | Voorzitter van de Volksunie-fractie vanaf 13 december 1985. |
| André De Beul                  | Volksunie   | Antwerpen                 | Ondervoorzitter. |
| Hugo Coveliers                 | Volksunie   | Antwerpen                 | |
| Ludo Dierickx                  | Agalev      | Antwerpen                 | |
| Mieke Vogels                   | Agalev      | Antwerpen                 | |
| Gerolf Annemans                | Vlaams Blok | Antwerpen                 | Vervangt vanaf 23 maart 1987 Karel Dillen, die ontslag neemt om voor verjonging te zorgen. |
| Guido Verhaegen                | CVP         | Mechelen-Turnhout         | Voorzitter van de CVP-fractie. |
| Luc Van den Brande             | CVP         | Mechelen-Turnhout         | |
| Paul Hermans                   | CVP         | Mechelen-Turnhout         | |
| Jef Ramaekers                  | SP          | Mechelen-Turnhout         | |
| Lucien Van de Velde            | PVV         | Mechelen-Turnhout         | |
| Joan Pepermans                 | Agalev      | Mechelen-Turnhout         | |
| Jos Dupré                      | CVP         | Mechelen-Turnhout         | |
| Hugo Van Rompaey               | CVP         | Mechelen-Turnhout         | |
| Renaat Peeters                 | CVP         | Mechelen-Turnhout         | |
| Zefa Raeymaekers               | CVP         | Mechelen-Turnhout         | |
| Jef Sleeckx                    | SP          | Mechelen-Turnhout         | |
| Aloïs Beckers                  | SP          | Mechelen-Turnhout         | |
| Willy Taelman                  | PVV         | Mechelen-Turnhout         | |
| Jozef Belmans                  | Volksunie   | Mechelen-Turnhout         | |
| Paul De Keersmaeker            | CVP         | Brussel                   | |
| Rika Steyaert                  | CVP         | Brussel                   | |
| Eric Van Rompuy                | CVP         | Brussel                   | |
| Achille Diegenant              | CVP         | Brussel                   | Voorzitter van de commissie Sport. |
| Félicien Bosmans               | CVP         | Brussel                   | |
| Jozef Depré                    | CVP         | Brussel                   | |
| Karel Van Miert                | SP          | Brussel                   | |
| Edgard Coppens                 | SP          | Brussel                   | |
| Victor Vanderheyden            | SP          | Brussel                   | |
| Francis Vermeiren              | PVV         | Brussel                   | |
| Annemie Neyts                  | PVV         | Brussel                   | |
| Willy Cortois                  | PVV         | Brussel                   | Voorzitter van de commissie Economie, Tewerkstelling en Energie. |
| Vic Anciaux                    | Volksunie   | Brussel                   | |
| Paul Peeters                   | Volksunie   | Brussel                   | Voorzitter van de commissie Buitenlandse en Externe Aangelegenheden. |
| Mark Eyskens                   | CVP         | Leuven                    | |
| Fernand Piot                   | CVP         | Leuven                    | |
| Trees Merckx-Van Goey          | CVP         | Leuven                    | |
| Louis Tobback                  | SP          | Leuven                    | |
| Annie Duroi-Vanhelmont         | SP          | Leuven                    | Vervangt vanaf 20 oktober 1987 de overleden August Bogaerts. |
| Frank Vandenbroucke            | SP          | Leuven                    | |
| Georges Sprockeels             | PVV         | Leuven                    | |
| Paul Vandermeulen              | PVV         | Leuven                    | |
| Luk Vanhorenbeek               | Volksunie   | Leuven                    | |
| Luc Dhoore                     | CVP         | Hasselt-Tongeren-Maaseik  | |
| Georges Beerden                | CVP         | Hasselt-Tongeren-Maaseik  | |
| Edgard Vandebosch              | CVP         | Hasselt-Tongeren-Maaseik  | |
| Willy Claes                    | SP          | Hasselt-Tongeren-Maaseik  | |
| Eddy Baldewijns                | SP          | Hasselt-Tongeren-Maaseik  | |
| Jan Verheyden                  | SP          | Hasselt-Tongeren-Maaseik  | |
| Alfred Vreven                  | PVV         | Hasselt-Tongeren-Maaseik  | |
| Willy Desaeyere                | Volksunie   | Hasselt-Tongeren-Maaseik  | |
| Chris Moors                    | CVP         | Hasselt-Tongeren-Maaseik  | Secretaris. |
| Theo Kelchtermans              | CVP         | Hasselt-Tongeren-Maaseik  | |
| Alex Vangronsveld              | CVP         | Hasselt-Tongeren-Maaseik  | |
| Louis Vanvelthoven             | SP          | Hasselt-Tongeren-Maaseik  | Voorzitter van de commissie Leefmilieu. |
| Vic Peuskens                   | SP          | Hasselt-Tongeren-Maaseik  | |
| Patrick Dewael                 | PVV         | Hasselt-Tongeren-Maaseik  | |
| Jaak Gabriëls                  | Volksunie   | Hasselt-Tongeren-Maaseik  | |
| Johan Sauwens                  | Volksunie   | Hasselt-Tongeren-Maaseik  | |
| Hubert Van Wambeke             | CVP         | Oudenaarde-Aalst          | |
| Ghisleen Willems               | CVP         | Oudenaarde-Aalst          | |
| Marc Galle                     | SP          | Oudenaarde-Aalst          | |
| Herman De Loor                 | SP          | Oudenaarde-Aalst          | |
| Willy Van Renterghem           | PVV         | Oudenaarde-Aalst          | |
| Jan Caudron                    | Volksunie   | Oudenaarde-Aalst          | |
| Jan Lenssens                   | CVP         | Dendermonde-Sint-Niklaas  | |
| René Uyttendaele               | CVP         | Dendermonde-Sint-Niklaas  | |
| Norbert De Batselier           | SP          | Dendermonde-Sint-Niklaas  | Ondervoorzitter. |
| Frans Verberckmoes             | PVV         | Dendermonde-Sint-Niklaas  | |
| Wilfried Martens               | CVP         | Gent-Eeklo                | |
| Johan De Roo                   | CVP         | Gent-Eeklo                | |
| Tony Van Parys                 | CVP         | Gent-Eeklo                | |
| Johan Van Hecke                | CVP         | Gent-Eeklo                | |
| Gilbert Temmerman              | SP          | Gent-Eeklo                | |
| Luc Van den Bossche            | SP          | Gent-Eeklo                | Voorzitter van de commissie Media. |
| Pierre De Weirdt               | SP          | Gent-Eeklo                | |
| Guy Verhofstadt                | PVV         | Gent-Eeklo                | |
| Emile Flamant                  | PVV         | Gent-Eeklo                | |
| André Denys                    | PVV         | Gent-Eeklo                | Voorzitter van de PVV-fractie. |
| Frans Baert                    | Volksunie   | Gent-Eeklo                | |
| Wilfried Van Durme             | Agalev      | Gent-Eeklo                | |
| Paul Tant                      | CVP         | Oudenaarde-Aalst          | |
| Herman De Croo                 | PVV         | Oudenaarde-Aalst          | |
| Miet Smet                      | CVP         | Dendermonde-Sint-Niklaas  | |
| Lieven Lenaerts                | CVP         | Dendermonde-Sint-Niklaas  | |
| Freddy Willockx                | SP          | Dendermonde-Sint-Niklaas  | |
| Nelly Maes                     | Volksunie   | Dendermonde-Sint-Niklaas  | |
| Daniel Coens                   | CVP         | Brugge                    | |
| Emmanuel Desutter              | CVP         | Brugge                    | |
| Jan Leclercq                   | SP          | Brugge                    | |
| Pierre Chevalier               | SP          | Brugge                    | |
| Jacques Devolder               | PVV         | Brugge                    | |
| Paul Breyne                    | CVP         | Kortrijk-Ieper            | Voorzitter van de commissie Cultuur. |
| Cecile Boeraeve-Derycke        | CVP         | Kortrijk-Ieper            | |
| Marc Olivier                   | CVP         | Kortrijk-Ieper            | Ondervoorzitter. |
| Antoon Steverlynck             | CVP         | Kortrijk-Ieper            | |
| Gilbert Bossuyt                | SP          | Kortrijk-Ieper            | |
| Erik Derycke                   | SP          | Kortrijk-Ieper            | |
| André Kempinaire               | PVV         | Kortrijk-Ieper            | |
| Franz Vansteenkiste            | Volksunie   | Kortrijk-Ieper            | |
| André Bourgeois                | CVP         | Roeselare-Tielt           | |
| Erik Vankeirsbilck             | CVP         | Roeselare-Tielt           | |
| Roger Van Steenkiste           | SP          | Roeselare-Tielt           | |
| Louis Bril                     | PVV         | Roeselare-Tielt           | |
| Jean-Pierre Pillaert           | Volksunie   | Roeselare-Tielt           | |
| Cyriel Marchand                | CVP         | Veurne-Diksmuide-Oostende | |
| Ferdinand Ghesquière           | CVP         | Veurne-Diksmuide-Oostende | |
| Alfons Laridon                 | SP          | Veurne-Diksmuide-Oostende | Secretaris en voorzitter van de commissie Onderwijs en Vorming. |
| Marcel Decoster                | PVV         | Veurne-Diksmuide-Oostende | |
| Julien Desseyn                 | Volksunie   | Veurne-Diksmuide-Oostende | |
| Marjet Van Puymbroeck          | Agalev      | Antwerpen                 | |
| Jos Wijninckx                  | SP          | Antwerpen                 | |
| Marcel Schoeters               | SP          | Antwerpen                 | |
| Jos De Bremaeker               | SP          | Antwerpen                 | |
| Oktaaf Meyntjens               | Volksunie   | Antwerpen                 | |
| Frank Swaelen                  | CVP         | Antwerpen                 | |
| Paul Akkermans                 | CVP         | Antwerpen                 | |
| Frans Vanderborght             | CVP         | Antwerpen                 | |
| Jacky Buchmann                 | PVV         | Antwerpen                 | |
| Jozef Bosmans                  | PVV         | Antwerpen                 | |
| Hugo Adriaensens               | SP          | Mechelen-Turnhout         | |
| Walter Luyten                  | Volksunie   | Mechelen-Turnhout         | |
| Constant De Clercq             | CVP         | Mechelen-Turnhout         | |
| Robert Van Rompaey             | CVP         | Mechelen-Turnhout         | Voorzitter van de commissie Huisvesting en Stadsvernieuwing. |
| Jos De Seranno                 | CVP         | Mechelen-Turnhout         | Voorzitter van de commissie Ruimtelijke Ordening. |
| Victor Van Eetvelt             | CVP         | Mechelen-Turnhout         | |
| Maurice Vanhoutte              | PVV         | Mechelen-Turnhout         | |
| Roger De Wulf                  | SP          | Brussel                   | |
| Jef Valkeniers                 | Volksunie   | Brussel                   | |
| Jos Chabert                    | CVP         | Brussel                   | |
| Georges Cardoen                | CVP         | Brussel                   | |
| Mia Panneels-Van Baelen        | CVP         | Brussel                   | |
| Jan Bascour                    | PVV         | Brussel                   | |
| René Swinnen                   | SP          | Leuven                    | Vervangt vanaf 16 december 1986 Henri Boel, die rechter bij het Arbitragehof wordt. |
| André Schellens                | SP          | Leuven                    | |
| Gaston Geens                   | CVP         | Leuven                    | |
| Yvan Ottenbourgh               | CVP         | Leuven                    | |
| Edgard Peetermans              | PVV         | Leuven                    | |
| Guy Moens                      | SP          | Hasselt-Tongeren-Maaseik  | |
| Henri Knuts                    | SP          | Hasselt-Tongeren-Maaseik  | |
| Alfons Op 't Eynde             | SP          | Hasselt-Tongeren-Maaseik  | |
| Rik Vandekerckhove             | Volksunie   | Hasselt-Tongeren-Maaseik  | |
| Clara Smitt                    | CVP         | Hasselt-Tongeren-Maaseik  | Secretaris. |
| Lambert Kelchtermans           | CVP         | Hasselt-Tongeren-Maaseik  | Voorzitter van de commissie Binnenlandse Aangelegenheden en Taaldecreetgeving. |
| Maurice Didden                 | CVP         | Hasselt-Tongeren-Maaseik  | |
| Eloi Vandersmissen             | PVV         | Hasselt-Tongeren-Maaseik  | |
| Eric Gryp                      | Agalev      | Gent-Eeklo                | |
| Willy Seeuws                   | SP          | Gent-Eeklo                | |
| Oswald Van Ooteghem            | Volksunie   | Gent-Eeklo                | |
| Adhémar Deneir                 | CVP         | Gent-Eeklo                | |
| Antoon Van Nevel               | CVP         | Gent-Eeklo                | |
| Jean Pede                      | PVV         | Gent-Eeklo                | |
| Prosper Matthijs               | SP          | Dendermonde-Sint-Niklaas  | |
| Etienne Cooreman               | CVP         | Dendermonde-Sint-Niklaas  | |
| Mariette Buyse                 | CVP         | Dendermonde-Sint-Niklaas  | Vervangt vanaf 13 februari 1986 Marcel Verdonck, die voltijds schepen van Sint-Niklaas wordt. |
| Octaaf Van Den Broeck          | PVV         | Dendermonde-Sint-Niklaas  | |
| Paul Van Der Niepen            | SP          | Oudenaarde-Aalst          | |
| André Geens                    | Volksunie   | Oudenaarde-Aalst          | |
| Paula D'Hondt                  | CVP         | Oudenaarde-Aalst          | |
| Louis Waltniel                 | PVV         | Oudenaarde-Aalst          | |
| Willem Content                 | SP          | Brugge                    | |
| Roger Windels                  | CVP         | Brugge                    | |
| Julien Vandermarliere          | PVV         | Brugge                    | |
| Marcel Vandenhove              | SP          | Kortrijk-Ieper            | |
| Michel Capoen                  | Volksunie   | Kortrijk-Ieper            | |
| Paul Deprez                    | CVP         | Kortrijk-Ieper            | |
| Jacques Laverge                | PVV         | Kortrijk-Ieper            | |
| Roger Vannieuwenhuyze          | CVP         | Roeselare-Tielt           | |
| André Vanhaverbeke             | CVP         | Roeselare-Tielt           | |
| Georges Mommerency             | SP          | Veurne-Diksmuide-Oostende | |
| Maria Tyberghien-Vandenbussche | CVP         | Veurne-Diksmuide-Oostende | |